# イ・ヨンハク
イ・ヨンハク（朝: 이영학、1982年7月26日 - ）は、韓国の殺人犯である。

## 事件までの半生

### 誕生から青年期まで
1982年4月26日、慶尚北道栄州市で3人兄弟の末っ子として生まれた。1990年、8歳の時に歯肉と顎骨との間に腫瘍が発生する非常に珍しい病気の巨大型セメント質腫を発症。2年に1回ずつ、計5回の手術を行い腫瘍の成長は止まったが、奥歯1本以外の歯を失い、顎回りも腫瘍の影響でいびつな形のままとなった。
京畿道議政府市の中学校に通った。中学時代より性暴力に手を染めており、当時のことについて中学校側は「1996年、イ・ヨンハクが中学2年生の時、体に血をつけて登校し、この血は女子生徒への性的暴行によるもので、性暴力の被害を受けた女子生徒の血だと同級生に自慢したため、調査を行ったところ事実を認めた」「退学させようとしたが、校長の反対で軽微な指導にとどまった」と述べ、「無断欠席日数が授業日数の3分の1以上で卒業が不可能な状況だったが、校長がその事実を隠蔽して卒業させた」「当時のイ・ヨンハクの父親が議政府の財産家だった」と付け加えた。また、イの中学時代の同窓生は「同じ年頃の友達3人と一緒に一人の女性を性暴行した姿を直接目撃した」「小学生にお菓子を渡し、その後性暴行した」と話した。なお、両親はイの父が事業に失敗したことが原因で離婚している。
18歳の時、働いていた刺身屋で後の妻となるチェ・ミソン（当時14歳）に出会う。チェが17歳の時の2003年に娘のイ・アヨンが誕生。アヨンも生後6ヶ月に父のヨンハクと同じく巨大型セメント質腫の診断を受け、14歳まで7回の手術を受けた。

### 「奥歯パパ」と別の顔
2005年11月19日、MBCの番組に出演し、手術の影響で残っている歯が奥歯だけであることから「奥歯パパ（朝: 어금니 아빠）」として知られるようになった。自分と同じ病を患う娘のためにアメリカまで行って支援金を募集するなど、娘を愛する姿で視聴者から注目を集めた。しかし、経済難を訴えて支援金を募った状況とは異なり、実際は高価な輸入車を多く保有してチューニングすることなど豪勢な生活をしていたことが後に明らかになった。
また、2007年から生活保護受給者に指定され、毎月109万ウォン（日本円で約10万円）の生計費をはじめ、障害手当などを含めて160万ウォンを受け取っていた。。また、精神障害2級の判定を受けたが、銃砲所持許可証を持ち、複数の銃を所持していた。
オンラインコミュニティでは、全身に入れ墨を施した写真とともに「熟成された真の36歳ヤンア兄ちゃん（朝: 숙성된 진정한 36년산 양아오빠）」などの書き込みをしたほか、Twitterを通じて「ヤンア兄ちゃん（양아오빠）」というニックネームで、寝食を提供するとして10代の未成年者を募集した。また、多くの女性たちを募集して売春を斡旋し、妻にまで他の男性たちと性関係を持たせて金儲けをしたり、ソーシャルメディアなどのオンラインサービスを通じて売春婦を募集し、性的関係の場面を密かに撮影した後、アダルトサイトにアップロードして収益を得たりした。映像の中には妻を撮影したものも多数含まれた。また、家の中に多数の性具を収集していたほか、妻であるチェの性器に女性を卑下する字のタトゥーを彫った。
2017年7月から江南区のあるオフィステル（오피스텔。韓国でよく見られる、低層階が商業施設、中層階以上がマンションになっている高層ビル）にマッサージショップを開き、自身の妻を売春させた。

## 事件

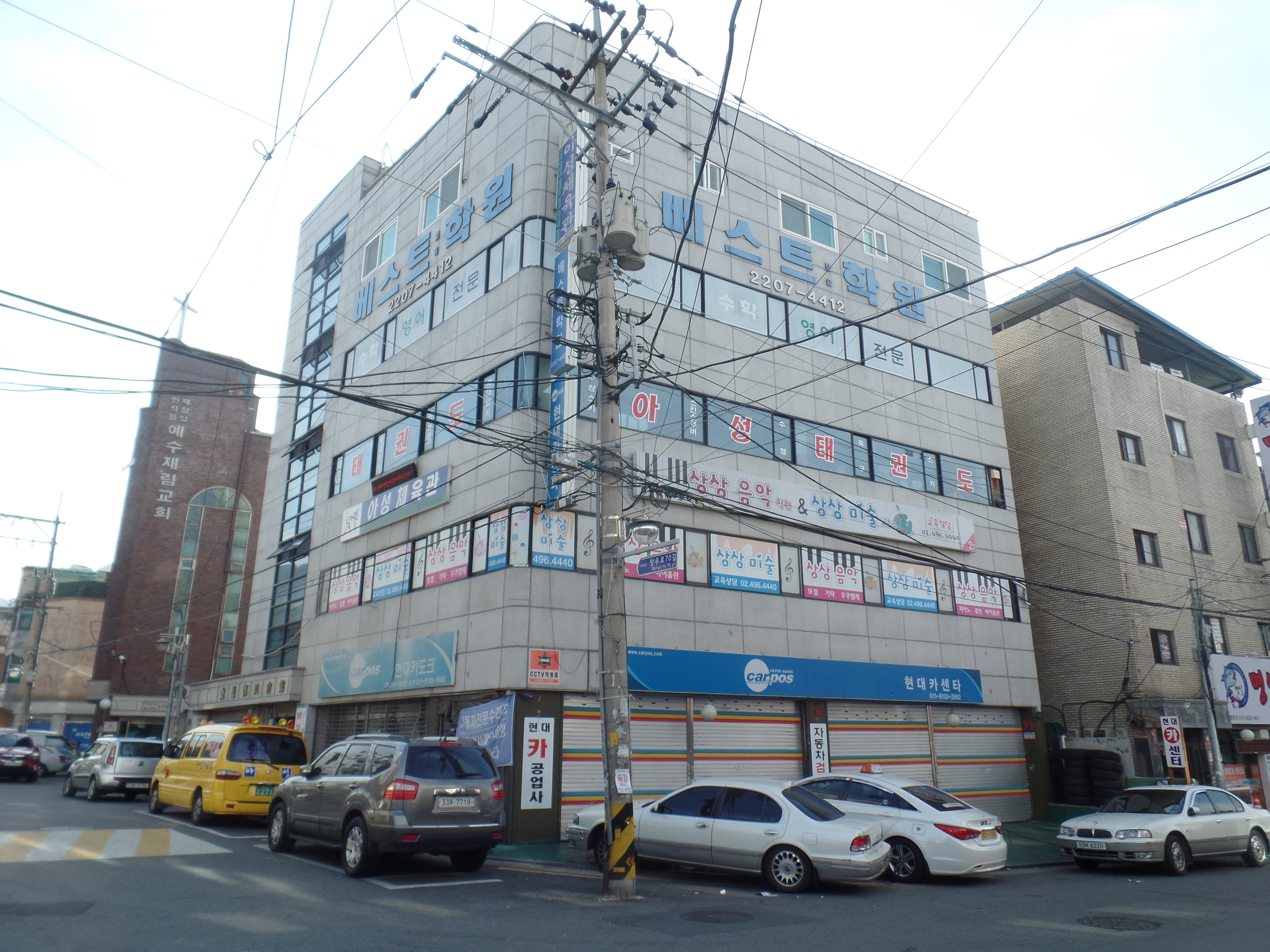
事件が発生したマンションの外観

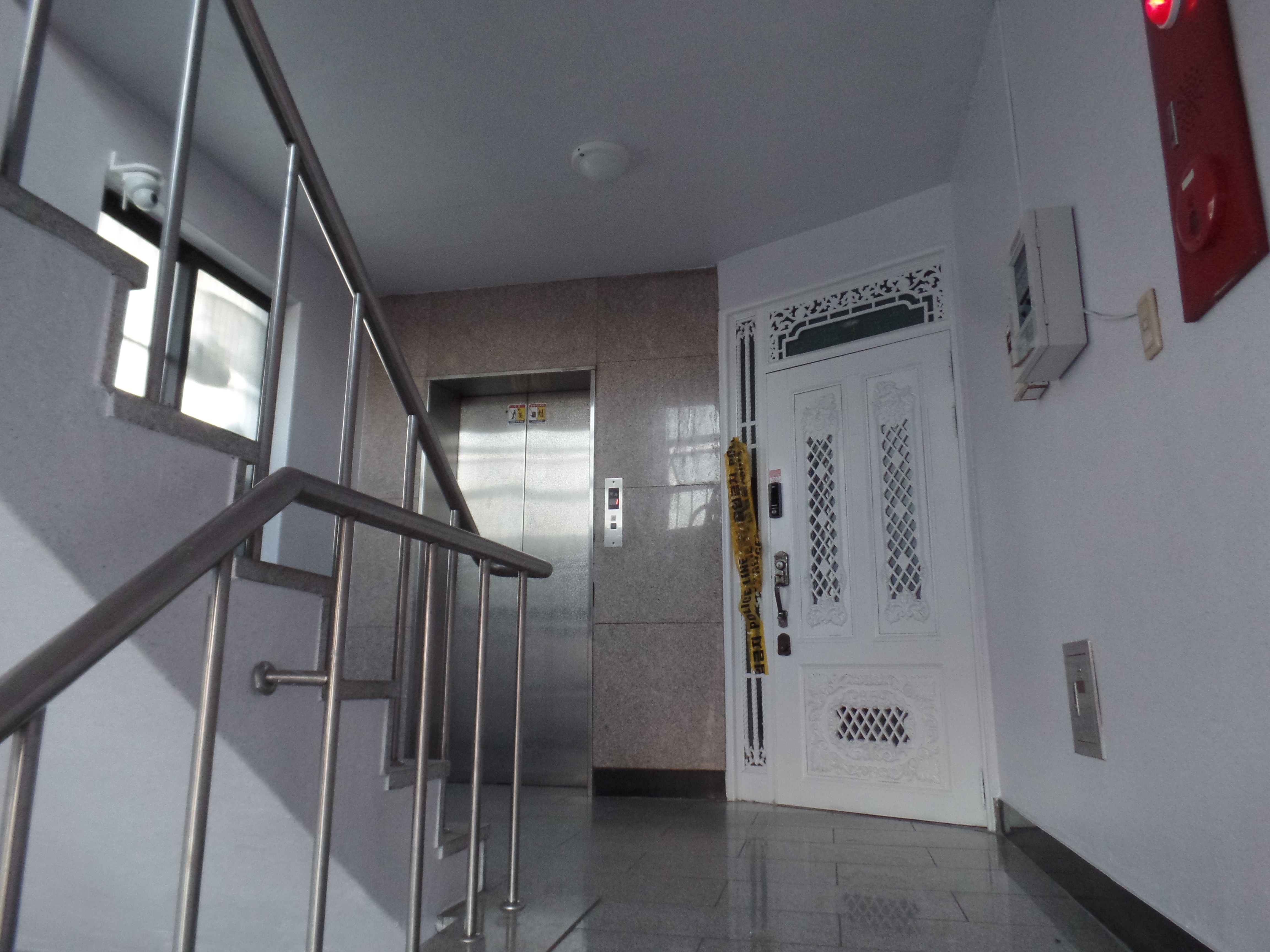
一家が居住していた部屋への入り口

### 妻を殺害
2017年9月1日、妻のチェは「2009年から8年間義父に持続的に性暴行を受けた」と　寧越警察署に告訴状を提出した。チェは夫のイが2009年に娘の治療費の募金のためにアメリカに行っている間、江原道寧越の義理の両親（イの両親）の家に滞在していたが、この時「義父の性暴行が始まった」と主張した。しかし、チェは告訴状を提出してから四日後の2017年9月5日、ソウル市中浪区忘憂洞にある自宅マンションの5階から転落して死亡した。夫のイの通報を受けて救急隊員が出動し妻に心肺蘇生術を施したが、通報中、イは泣くことが無く、また妻を乗せた救急車が出発するのを見ず、携帯電話に夢中だったという。イは妻の死亡から3日後、アダルトサイトに「カップルになりたい。同居可能」と投稿していた。
死亡したチェの前額部には、何かに引き裂かれたことによるものと思われる傷があった。警察はこの傷を落下死によるものではなくイが何かしらの危害をチェに加えたことが原因であると推測し、イが暴行事実を自白した場合傷害の容疑も適用する方針である。
イの継父はチェへの性暴行の容疑を否定したが、彼女の体から自身のDNAが確認されると、「性的関係は持っていたが、性暴行はしなかった」と立場を変えた。10月25日、イの継父が江原道寧越郡上東邑内徳里にある自宅前のビニールハウスの中で首を括って死亡しているのを彼の妻が発見し、通報した。

### 女子中学生殺害事件
さらに、9月30日に自宅へ娘の友人を誘い出し、睡眠薬を飲ませ性暴行を試みたが、彼女が目覚めて抵抗したため首を絞めて殺害し、死体を江原道寧越郡上東邑の山に遺棄した容疑で10月5日に逮捕された。被害者の女子中学生の死体からは、不眠症を患っていたイが服用してきた睡眠薬のゾルピデムが検出された。

### 捜査
女子中学生の殺害について、イは娘のアヨンが小学生の時から自宅に遊びに来ていた娘の友人を犯行対象として「性的欲求を解消する目的で犯行を行った」と供述した。殺害された娘の友人は、2017年9月30日午後12時20分、イの娘とともにソウル市中浪区忘憂洞の自宅に入った。娘は同日午後3時40分に家を出た。イは4時間後の午後7時48分、娘を迎えに行くために家を出て、午後8時14分に娘と一緒に家に帰ってきた。娘は翌10月1日の午前11時53分に再び家を出て、午後1時44分に帰宅した。
ソウル中浪警察署は、イと娘が自宅へ娘の友人を誘引するのを事前に計画し、9月30日に娘の友人が家に訪ねてきた際に、娘が入眠剤を入れた飲み物を手渡し飲ませ、彼女が眠ったところでイは娘を外出させて、部屋の中で二人きりになった状態でわいせつ行為をし、さらに10月1日、再び娘が外出していた時に娘の友人が目を覚まして大声を張り上げ抵抗すると、ネクタイで首を絞めて殺害したことに関して取り調べを行った。また、国立科学捜査研究院の解剖結果、娘の友人の体からは、器具を使用した虐待によるものと思われる痕跡も発見された。娘の友人が死亡した後、イは娘とともに彼女の死体をカバンに入れ、彼の知人の車を借りてトランクにカバンを積み込み、江原道の山中に遺棄した。また、事件後の逃亡場所を用意するためにも彼の助けを受けた。
警察はイに児童・青少年の性保護に関する法律上の強制わいせつ・殺人と刑法上のわいせつ・略取・誘拐・死体遺棄の容疑を、娘にはわいせつ・略取・誘拐・死体遺棄の容疑を適用して検察に送検した。イの逃亡を助けた彼の知人は、犯人隠匿の容疑で検察に書類送検された。また、イが妻を性的虐待する映像を発見したため、余罪を捜査している。
イは10月10日に犯行を認め、同時に妻を殺害したことや、過去の保険金詐欺や売春斡旋など自分の全ての容疑を認めた。

### 判決
イ父子ら容疑者に対する結審公判は1月30日開かれたが、検察はイに死刑を求刑した。判決公判は2018年2月21日に開かれた
- 2018年2月21日、一審で死刑が宣告された[24][25]。イ・ヨンハクは一審判決の明くる2月22日に控訴した。
- 2018年9月6日、二審で無期懲役が宣告された[26]。
- 2018年11月29日、上告審で無期懲役が宣告された[27]

## 著書
- （朝鮮語）『奥歯パパの幸せ（어금니 아빠의 행복）』 2007年 ISBN 9788992404105